# Lista de espécies do gênero Acaena
A seguir está uma lista com as espécies de árvores e arbustos do gênero Acaena.

## Espécies
- Acaena agnipila
- Acaena alpina
- Acaena andicola
- Acaena andina
- Acaena anserinacea
- Acaena anserinifolia
- Acaena × anserovina
- Acaena antarctica
- Acaena aquatica
- Acaena argentea
- Acaena asthenoglochin
- Acaena australis
- Acaena basibullata
- Acaena behriana
- Acaena berteriana
- Acaena boliviana
- Acaena 'Breisgau'
- Acaena brunnescens
- Acaena buchananii
- Acaena buchananii f. erubescens
- Acaena buchananii forma erubescens
- Acaena buchananii longissimefilamentosa
- Acaena buchananii var. inermis
- Acaena buchananii var. picta
- Acaena cadilla
- Acaena cadilla f. epistemonocoma
- Acaena cadilla f. pusilla
- Acaena cadilla forma epistemonocoma
- Acaena cadilla forma pusilla
- Acaena caesiglauca
- Acaena caesiiglauca
- Acaena caesiiglauca 'Frikart'
- Acaena caesiiglauca var. pilosa
- Acaena caespitosa
- Acaena calcitrapa
- Acaena californica
- Acaena calvivagina
- Acaena capitata
- Acaena closiana
- Acaena confertissima
- Acaena coxi
- Acaena craspedotricha
- Acaena cunctatrix
- Acaena cylindristachya
- Acaena cylindristachya subvar. pusilla
- Acaena cylindristachya var. composita
- Acaena cylindristachya var. macrophyllidion
- Acaena cylindristachya var. nitidissima
- Acaena cylindristachya var. pilosinervis
- Acaena cylindrostachya
- Acaena decumbens
- Acaena decumbens x tenera
- Acaena denudata
- Acaena depauperata
- Acaena depressa
- Acaena dieckii
- Acaena digitata
- Acaena digitata var. compacta
- Acaena digitata var. latifoliolata
- Acaena digitata var. pleodactyla
- Acaena digitata var. subpinnata
- Acaena dimorphoglochin
- Acaena distichophylla
- Acaena dolichanthera
- Acaena dumicola
- Acaena dumulosa
- Acaena echinata
- Acaena echinata var. echinata
- Acaena echinata var. retrorsumpilosa
- Acaena echinata var. robusta
- Acaena echinata var. subglabricalyx
- Acaena echinata var. tylacantha
- Acaena eglochidiata
- Acaena elongata
- Acaena elongata lappacea
- Acaena elongata subvar. compacta
- Acaena elongata subvar. pergrandis
- Acaena elongata var. gracilis
- Acaena elongata var. incisa
- Acaena elongata var. lappacea
- Acaena elongata var. robusta
- Acaena elongata var. villosula
- Acaena emittens
- Acaena euacantha
- Acaena eupatoria
- Acaena eupatoria var. glomerulans
- Acaena eupatoria var. simplex
- Acaena exaltata
- Acaena exigua
- Acaena fissistipula
- Acaena fissistipula var. brevibracteata
- Acaena fissistipula var. longibracteata
- Acaena fissistipula var. rubristigma
- Acaena frondosibracteata
- Acaena fuscescens
- Acaena fuscescens var. laxiuscula
- Acaena fuscescens var. subdensa
- Acaena glaberrima
- Acaena glabra
- Acaena glabra var. diandra
- Acaena glabra var. heterantha
- Acaena glaucophylla
- Acaena gracillima
- Acaena grahamiana
- Acaena grandistipula
- Acaena 'Greencourt Hybrid'
- Acaena grossifolia
- Acaena heptandra
- Acaena hieronymi
- Acaena hieronymii
- Acaena hirsutula
- Acaena hirsutula var. glabricupula
- Acaena hirsutula var. hirticupula
- Acaena hirta
- Acaena humilis
- Acaena huttoni
- Acaena huttonii
- Acaena hystrix
- Acaena hystrix var. foliolosior
- Acaena incisa
- Acaena inermis
- Acaena inermis 'Purpurea'
- Acaena insularis
- Acaena integerrima
- Acaena interrupta
- Acaena ischnostemon
- Acaena juvenca
- Acaena langei-axelii
- Acaena latebrosa
- Acaena latebrosa var. brachyphylla
- Acaena latebrosa var. dolichophylla
- Acaena latifrons
- Acaena laxa
- Acaena laxiflora
- Acaena leptacantha
- Acaena leptacantha breviscapa
- Acaena leptacantha connectens
- Acaena leptacantha f. inflata
- Acaena leptacantha f. subsolida
- Acaena leptacantha forma inflata
- Acaena leptacantha forma subsolida
- Acaena leptacantha glabricupula
- Acaena leptacantha longiscapa
- Acaena leptacantha subsp. breviscapa
- Acaena leptacantha subsp. connectens
- Acaena leptacantha subsp. glabricupula
- Acaena leptacantha subsp. longiscapa
- Acaena leptacantha var. brachyacantha
- Acaena leptacantha var. conferta
- Acaena leptacantha var. dolichacantha
- Acaena leptacantha var. grosseaculeata
- Acaena leptacantha var. longissima
- Acaena leptacantha var. negeri
- Acaena leptophylla
- Acaena lividella
- Acaena longearistata
- Acaena longifolia
- Acaena longiscapa
- Acaena longisepala
- Acaena longistigma
- Acaena longistipula
- Acaena lucida
- Acaena lucida f. inermis
- Acaena lucida forma inermis
- Acaena lucida var. distorta
- Acaena lucida var. parvifolia
- Acaena macrantha
- Acaena macrocephala
- Acaena macrocephala f. negeri
- Acaena macrocephala forma negeri
- Acaena macrocephala var. intermedia
- Acaena macrophyes
- Acaena macrorhiza
- Acaena macrostemon
- Acaena macrostemon barbaticupula
- Acaena macrostemon closiana
- Acaena macrostemon longiaristata
- Acaena macrostemon longiplumosa
- Acaena macrostemon pachystigma
- Acaena macrostemon spectabilis
- Acaena macrostemon subsp. barbaticupula
- Acaena macrostemon subsp. closiana
- Acaena macrostemon subsp. longiaristata
- Acaena macrostemon subsp. longiplumosa
- Acaena macrostemon subsp. pachystigma
- Acaena macrostemon subsp. spectabilis
- Acaena macrostemon var. basipilosa
- Acaena macrostemon var. supraconica
- Acaena magellanica
- Acaena magellanica f. robusta
- Acaena magellanica forma robusta
- Acaena magellanica laevigata
- Acaena magellanica magellanica
- Acaena magellanica pygmaea
- Acaena magellanica subsp. pygmaea
- Acaena magellanica subsp. venulosa
- Acaena magellanica var. glabrescens
- Acaena magellanica var. laevigata
- Acaena magellanica var. venulosa
- Acaena magellanica venulosa
- Acaena masafuerana
- Acaena metaphyllidion
- Acaena micranthera
- Acaena microphylla
- Acaena minor
- Acaena minor var. antarctica
- Acaena minor var. antartica
- Acaena miriophylla
- Acaena molliuscula
- Acaena montana
- Acaena multifida
- Acaena myriophylla
- Acaena neglecta
- Acaena niederleinii
- Acaena nivalis
- Acaena novae-zelandiae
- Acaena novemdentata
- Acaena obscureolivacea
- Acaena obtusiloba
- Acaena oligacantha
- Acaena oligoglochin
- Acaena oligoglochin var. dolichoglochin
- Acaena ovalifolia
- Acaena ovalis
- Acaena ovina
- Acaena ovina calviscapa
- Acaena ovina capitulata
- Acaena ovina f. pubescens
- Acaena ovina forma pubescens
- Acaena ovina maxima
- Acaena ovina monachaena
- Acaena ovina nanella
- Acaena ovina subsp. calviscapa
- Acaena ovina subsp. capitulata
- Acaena ovina subsp. maxima
- Acaena ovina subsp. monachaena
- Acaena ovina var. ambigua
- Acaena ovina var. laxissima
- Acaena ovina var. ovina
- Acaena ovina var. retrosumpilosa
- Acaena ovina var. subglabricalyx
- Acaena ovina var. tenuispica
- Acaena ovina var. velutina
- Acaena pallens
- Acaena pallida
- Acaena parvifoliolata
- Acaena patagonica
- Acaena pearcei
- Acaena pectinata
- Acaena pennatula
- Acaena peterioides
- Acaena petiolulata
- Acaena pinnata
- Acaena pinnatifida
- Acaena platyacantha
- Acaena platyacantha f. elata
- Acaena platyacantha f. typica
- Acaena platyacantha f. villosa
- Acaena platyacantha forma elata
- Acaena platyacantha forma typica
- Acaena platyacantha forma villosa
- Acaena platycantha
- Acaena plioglochin
- Acaena pluribullata
- Acaena poeppigiana
- Acaena poterioides
- Acaena pringlei
- Acaena profundeincisa
- Acaena pterocarpa
- Acaena pumila
- Acaena pumila var. glaberrima
- Acaena 'Purple Carpet'
- Acaena 'Purple Haze'
- Acaena purpureistigma
- Acaena pusilliviridis
- Acaena quinquefida
- Acaena rorida
- Acaena rubescens
- Acaena rubescentiglauca
- Acaena saccaticupula
- Acaena saccaticupula 'Blue Haze'
- Acaena saccaticupula var. nana
- Acaena sanguisorba
- Acaena sanguisorbae
- Acaena sanguisorbae subsp. elata
- Acaena sanguisorbae subsp. interruptepinnata
- Acaena sanguisorbae var. montana
- Acaena sarmentosa
- Acaena sarmentosa var. longiuscula
- Acaena sarmentosa var. lusciniae
- Acaena sarmentosa var. tristanensis
- Acaena sericea
- Acaena sericea subglabricupula
- Acaena sericea subsp. subglabricupula
- Acaena sericea subsp. tomentosicupula
- Acaena sericea tomentosicupula
- Acaena sericea var. gracilis
- Acaena sericea var. latifoliolata
- Acaena sericea var. robusta
- Acaena sericea var. sericella
- Acaena splendens
- Acaena splendens var. angustior
- Acaena splendens var. brachyphylla
- Acaena splendens var. brevisericea
- Acaena splendens var. macrophylla
- Acaena splendens var. subintegra
- Acaena stangii
- Acaena stellaris
- Acaena stricta
- Acaena stricta var. gracilis
- Acaena stricta var. robusta
- Acaena subflaccida
- Acaena subglabra
- Acaena subincisa
- Acaena subnitens
- Acaena subovalifolia
- Acaena subtussericascens
- Acaena tardans
- Acaena tasmanica
- Acaena tehuelcha
- Acaena tenera
- Acaena tenera epilis
- Acaena tenera pilosella
- Acaena tenera subsp. epilis
- Acaena tenera subsp. pilosella
- Acaena tenuifolia
- Acaena tenuipila
- Acaena tesca
- Acaena torilicarpa
- Acaena torilicarpa subvar. parvifolia
- Acaena torilicarpa var. brevidentata
- Acaena torilicarpa var. gracilis
- Acaena torilicarpa var. robusta
- Acaena tridactyla
- Acaena trifida
- Acaena trifida var. argentella
- Acaena trifida var. brachyphylla
- Acaena trifida var. macrantha
- Acaena trifida var. mollissima
- Acaena trifida var. nanodes
- Acaena trifida var. plurifoliolata
- Acaena trifida var. pycnacantha
- Acaena trifida var. quinquefida
- Acaena trifida var. robusta
- Acaena trifida var. valdiviensis
- Acaena triglochin
- Acaena valdiviana
- Acaena valida
- Acaena venulosa
- Acaena vinosa